# لوئیس جرز سیلوا
لوئیس جرز سیلوا (انگلیسی: Luis Jerez Silva؛ زادهٔ ۲۰ فوریهٔ ۱۹۸۹) بازیکن فوتبال اهل آرژانتین است.
از باشگاه‌هایی که در آن بازی کرده‌است می‌توان به باشگاه فوتبال گودوی کروز اشاره کرد.